# Jochen Hägele
Jochen Hägele (* 1975 in Stuttgart) ist ein deutscher Schauspieler.

## Leben
Jochen Hägele, dessen Muttersprachen Deutsch und Französisch sind, erhielt seine Ausbildung von 1993 bis 1996 am Cours Florent in Paris. Nachdem er zunächst Theater gespielt hatte, steht er seit Beginn des Jahrhunderts überwiegend vor der Kamera, hauptsächlich in französischen Film- und Fernsehproduktionen, in denen er häufig als uniformierter Nazi-Scherge besetzt wird, so unter anderem 2013 in der deutsch-polnisch-französischen Koproduktion Lauf Junge lauf. 2017 spielte er eine Hauptrolle in der Tatort-Folge Borowski und das dunkle Netz.
Daneben leiht Jochen Hägele seine Stimme Charakteren in Videospielen. Er lebt seit 1976 in Frankreich, 1995 zog er nach Paris.

## Filmografie (Auswahl)
- 2006: Paris 2011: La grande inondation
- 2009: Korkoro
- 2009–2014: Un Village Français – Überleben unter deutscher Besatzung (Un Village français, Fernsehserie, 18 Folgen)
- 2010: Le village des ombres
- 2011: The Legendary Chevalier De Saint-George
- 2012: Transporter: Die Serie – Tod dem Fortschritt!
- 2013: Beziehungsweise New York
- 2013: Dernier recours – Je déteste mon beau-père
- 2013: Eyjafjallajökull – Der unaussprechliche Vulkanfilm (Eyjafjallajökull)
- 2013: Lauf Junge lauf
- 2014: Résistance
- 2014: 96 heures
- 2015: Tuez Hitler
- 2015: The Transporter Refueled
- 2015: Frankreich gegen den Rest der Welt – Il y a Allemand et Allemand
- 2015: House of Time
- 2016: Virtual Revolution
- 2017: Tatort – Borowski und das dunkle Netz
- 2017: Nos patriotes
- 2018: The Sisters Brothers
- 2018: Die Hälfte der Welt gehört uns – Als Frauen das Wahlrecht erkämpften (Dokudrama)
- 2018: Profiling Paris (Profilage, Fernsehserie, 1 Folge)
- 2019: Tierärztin Dr. Mertens – Neue Ufer
- 2019: Weil du mir gehörst
- 2019: Mordshunger – Verbrechen und andere Delikatessen: Wie ein Ei dem anderen
- 2020: Baron Noir (Fernsehserie, 4 Folgen)
- 2020: Monsieur Claude und sein großes Fest (Qu’est-ce qu’on a tous fait au Bon Dieu?)
- 2021: Jaguar
- 2023: Icon of French Cinema
- 2024: Karaoke – Ein ungleiches Paar (Karaoké)